# Třída Gerard Callenburgh
Třída Gerard Callenburgh byla třída torpédoborců nizozemského námořnictva z druhé světové války. Rozestavěly se celkem čtyři. Po německé invazi jeden dokončili ve Velké Británii a druhý získalo německé námořnictvo jako ZH1. Oba byly ve válce potopeny. Druhý pár torpédoborců zůstal nedokončen. Byly to první nizozemské torpédoborce vyzbrojené čtyřhlavňovými torpédomety.

## Stavba
Torpédoborce navrhla britská loděnice Yarrow. V letech 1937–1938 byly objednány celkem čtyři jednotky této třídy. Rozestavěny byly v loděnici De Schelde ve Vlissingenu a Rotterdamsche Droogdok Mij v Rotterdamu. Do německého útoku na Nizozemsko byly tři spuštěny, ale dokončen ještě nebyl žádný. Isaac Sweers byl odtažen do Velké Británie, kde jej v modifikované podobě dokončila loděnice Thornycroft. Gerard Callenburgh a Tjerk Hiddes byly před příchodem Němců potopeny a Philips van Almonde zničen pomocí výbušnin. Torpédoborec Gerard Callenburgh Němci dokončili jako ZH1.
Jednotky třídy Gerard Callenburgh:
| Jméno               | Loděnice                   | Založení kýlu | Spuštěna        | Vstup do služby | Osud |
| ------------------- | -------------------------- | ------------- | --------------- | --------------- | --- |
| Gerard Callenburgh  | Rotterdamsche Droogdok Mij | 1938          | 12. října 1939  | 11. října 1942  | Dne 14. května 1940 potopen v loděnici, vyzdvižen a dokončen jako německý torpédoborec ZH1, dne 9. června 1944 poblíž Ouessantu potopen spojeneckými torpédoborci. |
| Isaac Sweers        | De Schelde                 | 1938          | 16. března 1939 | 29. května 1941 | Účastník bitvy u mysu Bon, dne 13. listopadu 1942 potopen německou ponorkou U-431.                                                                                 |
| Tjerk Hiddes        | Rotterdamsche Droogdok Mij | 1938          | 12. října 1939  | –               | Dne 14. května 1940 potopen v loděnici, vyzdvižen jako ZH2, později sešrotován.                                                                                    |
| Philips van Almonde | De Schelde                 | 1939          | –               | –               | Po obsazení země Německem zničen v loděnici. |

## Konstrukce

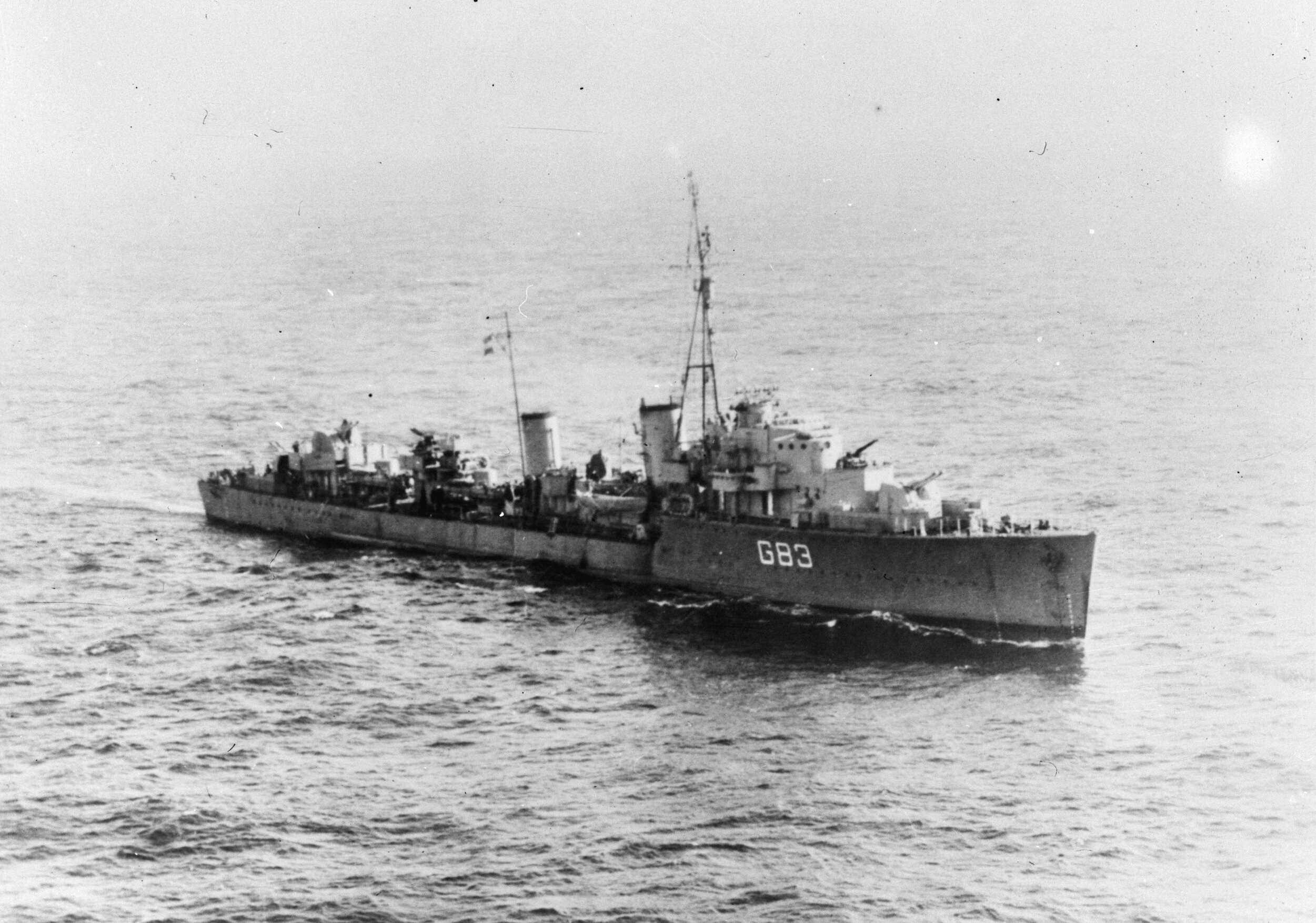
Isaac Sweers (G83)

### Projekt
Plánovanou výzbroj tvořilo pět 120mm kanónů ve dvou dvouhlavňových a jedné jednohlavňové věži, dále čtyři 40mm kanóny, čtyři 12,7mm kulomety a dva čtyřhlavňové 533mm torpédomety. Dále měly nést čtyři vrhače hlubinných pum a v případě potřeby až 24 námořních min. Měly být vybaveny hydroplánem Fokker C.XI. Pohonný systém tvořily tři kotle Yarrow a parní turbíny Parsons o výkonu 45 000 hp. Nejvyšší rychlost byla 36 uzlů. Dosah byl 5400 námořních mil při rychlosti 19 uzlů.

### Isaac Sweers
Torpédoborec Isaac Sweers byl dokončen v modifikované podobě. Výzbroj tvořilo šest 102mm kanónů ve dvoudělových věžích, čtyři 40mm kanóny, osm 12,7mm kulometů a dva čtyřhlavňové 533mm torpédomety.